# パブコ
株式会社パブコは、特装車の製造を行う企業である。本社は神奈川県海老名市におく。
三菱ふそうトラック・バス株式会社(MFTBC)の100%出資子会社であるが、MFTBCの部品メーカーとしての直納部門だけでなく、ディーゼル3社（日野・UD・いすゞ）への一般架装メーカーとしての顔もあるため、営業的にはあまり三菱カラーを前面に出せない特徴がある。2012年9月1日にふそうテックを吸収合併した。

## 沿革
- 1901年静岡県沼津市で創業
- 1945年加藤車体工業を設立

## 製品
- ウィングボデー(油圧式）
  - エクシオウィング（MFTBC向け　量産製品）
  - D-WING（MFTBC向け　量産製品）
  - 一般架装ウィング（個別の一般受注市販製品）
- 幌ウィングボデー「らくらくハンド（手動式・電動式）」
- バンボデー（アルミバン・サンドイッチパネルバン）
- D-VAN（MFTBC向け　量産製品）
- 一般架装バン（個別の一般受注市販製品）
- テールゲートリフター（コンビリフト・垂直ゲート・格納リフト）
- 導風板「エネベル」
- JR貨物認定の鉄道用、私有コンテナ各種（アルミバン・ウイング・スワップ・冷凍）